# Sapuyes
Sapuyes là một khu tự quản thuộc tỉnh Nariño, Colombia. Thủ phủ của khu tự quản Sapuyes đóng tại Sapuyes Khu tự quản Sapuyes có diện tích 118 ki lô mét vuông. Đến thời điểm ngày 28 tháng 5 năm 2005, khu tự quản Sapuyes có dân số 8430 người.